# Fogueres de Sant Antoni

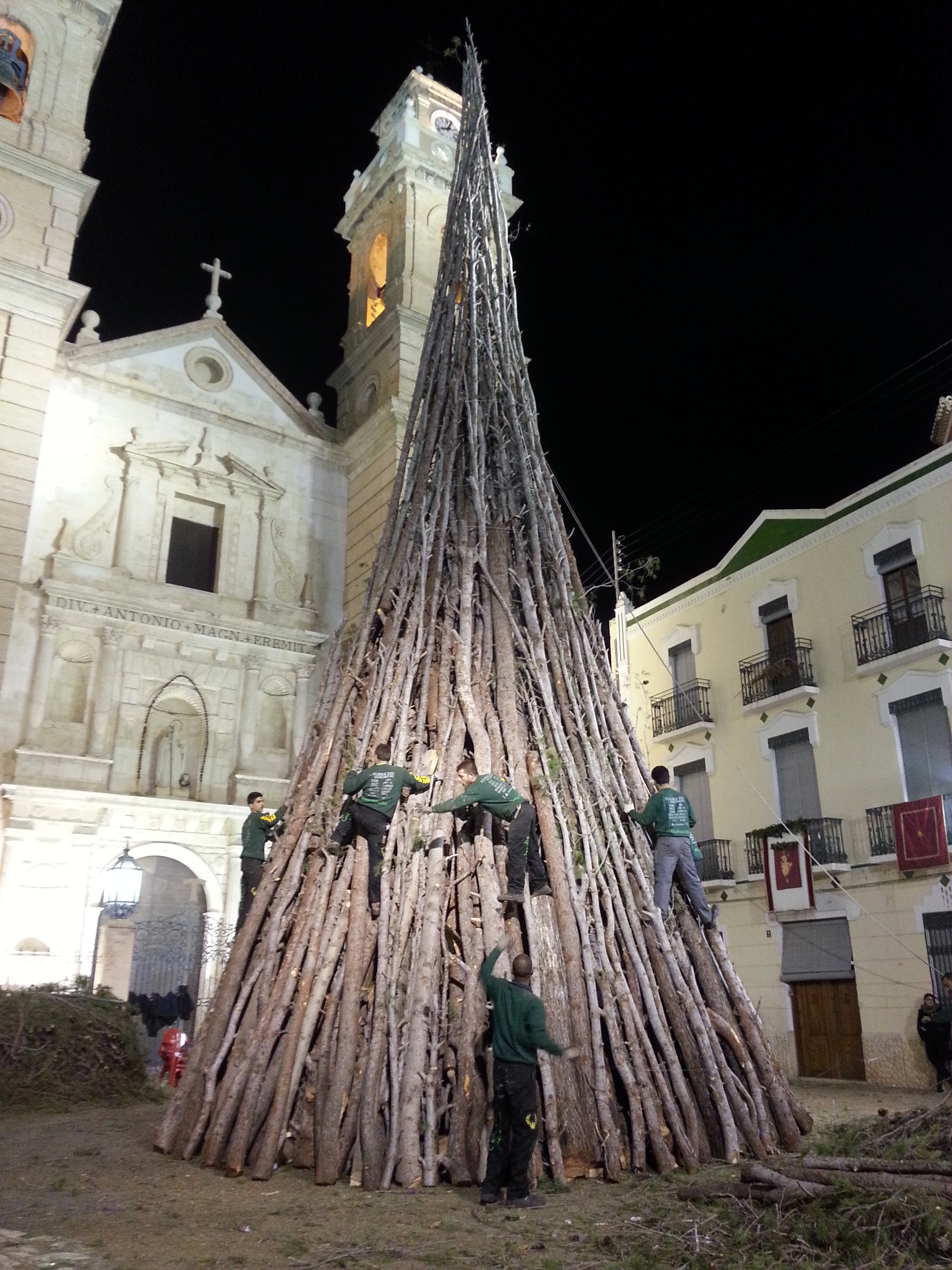
Construcció de la Foguera de Canals.

Les Fogueres de Sant Antoni són construccions realitzades en molts indrets dels Països Catalans de llenya tallada expressament per al foc.
Els joves s'encarreguen entre Nadal i mig gener d'aplegar la fusta. Moltes fogueres es basteixen al voltant d'un arbre central, anomenat maig, el qual s'ha despullat del brancatge totalment a excepció de la part superior. En altres indrets, s'hi afegeix un ninot que se situa dalt de la foguera.
Una forma característica de construir la foguera és l'anomenada barraca, construcció piramidal, amb el maig d'eix central i altres troncs o costelles disposats al seu entorn i farcida de brancatge. La part de baix resta buida.
A les poblacions on es representa la vida de Sant Antoni, els dimonis intenten cremar el sant sense aconseguir-ho. El personatge resta durant uns minuts sota el foc de la barraca.
La foguera és el centre de la celebració. Al seu voltant es reuneix la comunitat, es menja i es realitzen les diverses activitats festives.
A les comarques dels Ports de Morella i Maestrat, al País Valencià, aquestes fogueres s'anomenen "barraques" i formen part de l'escenografia del teatre popular que es representa en el marc de les festes de Sant Antoni. Entre aquestes, destaca especialment la Santantonà del Forcall. A l'Illa de Mallorca els focs s'anomenen foguerons, es fan amb llenya i altres materials, cremen durant tota la nit i serveixen per coure-hi botifarrons i llonganisses i per donar caliu als que s'apleguen al seu entorn a cantar glosses picants al so de la ximbomba. En altres indrets els focs són piles desordenades d'herbes i brancatge sobrer.
Les fogueres en honor de Sant Antoni es planten a diferents poblacions destacant Canals, Cerdà, Cinctorres, Todolella, Benissuera, Ascó, Manacor o Sa Pobla.

## Simbologia
El foc és símbol de purificació i de renovació de la vida. L'arbre que centra la foguera simbolitza l'arbre de la vida, l'eix del món, que també s'ha enlairat en moltes poblacions en la festa del primer de maig. Les fogueres hivernals constitueixen un ritual de renovació, per propiciar el pas de l'hivern a la primavera, i de purificació, cremant el mal, representat pel dimoni o per un ninot.
Les fogueres de Sant Antoni tindrien també un significat profilàctic vers els animals de treball o les persones: fer passar els animals de tir o els ramats entre focs és un antic ritus de purificació/protecció present a nombroses cultures.